# غاري كوين
غاري كوين (بالإنجليزية: Gary Coyne)‏ هو لاعب دوري الرغبي أسترالي، ولد في 30 سبتمبر 1961 في إبسوتش في أستراليا.